# Renault 3
Renault 3 (krátce R 3, interní označení R1121) byla levnější a minimálně vybavená verze automobilu Renault 4, vyráběná v letech 1961 – 1962. Byla určena pouze pro francouzský trh. Dodávána byla pouze ve třech po sobě následujících odstínech šedé (gris) označených Gris Olivier 610, Gris Pyramide 635 a Gris Templier 618 v závislosti na skladových zásobách.
Na první pohled se od Renaultu 4 lišila absencí okna mezi C a D sloupkem. Vybavena byla malým motorem o objemu 603 cm³ odvozeným z předchůdce, Renault 4CV. V období od července 1961 do září 1962 bylo vyrobeno pouze 2526 vozů.